# Ludobójstwo Serbów w Niepodległym Państwie Chorwackim
Ludobójstwo Serbów w Niepodległym Państwie Chorwackim – ludobójstwo etnicznej ludności serbskiej dokonane przez reżim ustaszy w Niepodległym Państwie Chorwackim w latach 1941–1945, podczas II wojny światowej.
Tzw. dyktatura 6 stycznia i antychorwacka polityka zdominowanego przez Serbów rządu Jugosławii w latach 20. i 30. XX wieku podsyciły ruchy nacjonalistyczne i skrajnie prawicowe. Najbardziej ekstremalnym z nich był ruch ustaszowski, ultranacjonalistyczna i faszystowska partia polityczna Chorwatów założona przez Ante Pavelicia. U podstaw ideologii ustaszy leżała głęboka nienawiść etniczna wobec Serbów i serbskiej scentralizowanej władzy. Przed II wojną światową partia zorganizowała powstanie w 1932 r. i zamach na króla Aleksandra I. Po inwazji nazistowskich Niemiec na Jugosławię w kwietniu 1941 r. zainstalowano państwo marionetkowe znane pod nazwą Niepodległe Państwo Chorwackie, obejmujące większość terytorium współczesnej Chorwacji oraz Bośni i Hercegowiny, a także część dzisiejszej Serbii i Słowenii, w którym jedyną legalną siłą polityczną była partia ustaszy.
Celem ustaszy było stworzenie etnicznie czystej Wielkiej Chorwacji poprzez wyeliminowanie wszystkich nie-Chorwatów, przy czym Serbowie byli ich głównym celem, a kolejnymi także Żydzi i Romowie. Jedna trzecia Serbów miała zostać zabita, jedna trzecia wydalona, a ostatnia jedna trzecia nawrócona na katolicyzm. Dokonywano masakr na ogromną skalę oraz utworzono sieć obozów koncentracyjnych, z których największym był Jasenovac, słynący z wysokiej śmiertelności wśród więźniów i barbarzyńskich praktyk strażników.
Reżim ustaszowski w ramach systematycznego ludobójstwa zamordował od 200 tys. do 500 tys. Serbów, przy czym większość historyków zgodziła się na zakres od 300 tys. do 350 tys. ofiar śmiertelnych, z czego co najmniej 52 tys. zginęło w Jasenovacu. 300 tys. Serbów zostało wydalonych z terytorium NDH, a co najmniej 200 tys. przymusowo nawróconych, z których większość wróciła do wyznania prawosławnego po zakończeniu wojny.

## Geneza

### Stosunki serbsko-chorwackie przed XX w.
Napięcia etniczne między Chorwatami a Serbami sięgają czasów Wielkiej Schizmy z 1054 r. W czasach Austro-Węgier przyznano przywileje Serbom mieszkającym na Pograniczu Wojskowym. Jako obrońcy południowych granic Monarchii Habsburgów cieszyli się autonomią wspólnotową i kościelną, a także byli zwolnieni ze zobowiązań feudalnych, podczas gdy Chorwaci nie mieli takich przywilejów. Stało się to źródłem niechęci Chorwatów i determinacji Serbów w obronie ich statusu, co znalazło swoje odzwierciedlenie w późniejszych sentymentach nacjonalistycznych oraz ideologiach. Jednak społeczności chorwacka i serbska żyły w pokoju, jeśli nie w harmonii, aż do 1941 r. Politycznie prowokujący moment nadszedł wraz z programem polityki zagranicznej Księstwa Serbii autorstwa Iliji Garašanina pt. Načertanije (1844), dokumentem, który nie został opublikowany do 1906 r. W kontrowersyjnym planie zaproponowano zjednoczenie ziem zamieszkałych przez Bułgarów, Macedończyków, Albańczyków, Czarnogórców, Bośniaków i Chorwatów pod władaniem dynastii serbskiej. Plan Garašanina obejmował także metody rozprzestrzeniania serbskich wpływów na zajętych ziemiach, szczególnie wobec Chorwatów, stwierdzając: „Szczególną uwagę należy zwrócić na odwracanie miejscowej ludności od wiary rzymskokatolickiej z Austrii i jej wpływów, a także należy wspierać większe związki miejscowych z Serbią”. Dokument ten jest jednym z najbardziej kwestionowanych w XIX-wiecznej historii Serbii, z wieloma przeciwstawnymi interpretacjami.

### Dwudziestolecie międzywojenne
Po upadku Austro-Węgier w ostatnich dniach I wojny światowej powstało zdominowane przez Chorwatów i Słoweńców Państwo Słoweńców, Chorwatów i Serbów. Nowy twór polityczny nie zyskał uznania wielkich mocarstw. W nocie z 31 października 1918 r. Rada Narodowa Słoweńców, Chorwatów i Serbów w Zagrzebiu poinformowała rządy Wielkiej Brytanii, Francji, Włoch i Stanów Zjednoczonych, że Państwo Słoweńców, Chorwatów i Serbów zostało utworzone na obszarach południowosłowiańskich, które były częścią Austro-Węgier, a władze nowego państwa zamierzają utworzyć wspólne państwo z Serbią i Czarnogórą. Ta sama notatka została wysłana do rządu Królestwa Serbii i Komitetu Jugosłowiańskiego w Londynie. Premier Serbii Nikola Pašić odpowiedział na notatkę 8 listopada, uznając Radę Narodową w Zagrzebiu za „legalny rząd Serbów, Chorwatów i Słoweńców mieszkających na terytorium Austro-Węgier” oraz wezwał rządy Wielkiej Brytanii, Francji, Włoch i Stanów Zjednoczonych, by uczyniły to samo.
W dniach 23–24 listopada Rada Narodowa ogłosiła „zjednoczenie Państwa Słoweńców, Chorwatów i Serbów utworzonego na całym południowosłowiańskim obszarze byłych Austro-Węgier z Królestwem Serbii i Czarnogóry we wspólne państwo Serbów, Chorwatów i Słoweńców”. 28 członków Rady zostało powołanych do wykonania tej decyzji na podstawie przyjętych przez Radę Narodową kierunków realizacji umowy o organizacji zjednoczonego państwa z rządem Królestwa Serbii oraz przedstawicielami partii politycznych w Serbii i Czarnogórze. Instrukcje zostały w dużej mierze zignorowane przez członków delegacji, którzy zamiast tego negocjowali z regentem Aleksandrem.
Nie pozostawiło to Chorwatom i Słoweńcom innego wyboru niż wstąpienie do organizmu państwowego w dużej mierze zdominowanego przez etnicznych Serbów, który stał się znany jako Królestwo Serbów, Chorwatów i Słoweńców. Bezpośrednio po utworzeniu, ludność nowego państwa składała się z 6 milionów Serbów, 3,5 miliona Chorwatów oraz 1 miliona Słoweńców. Będąc największą grupą etniczną, Serbowie faworyzowali formę państwa scentralizowanego, podczas gdy Chorwaci, Słoweńcy i bośniaccy muzułmanie zdecydowanie sprzeciwiali się jej.
Zatwierdzona 28 czerwca 1921 r. i oparta na serbskiej konstytucji z 1903 r., tak zwana konstytucja widowdańska ustanowiła Królestwo Serbów, Chorwatów i Słoweńców jako monarchię parlamentarną pod rządami serbskiej dynastii Karadziordziewiciów. Belgrad został wybrany jako stolica nowego państwa, zapewniając dominację polityczną Serbów i prawosławnych chrześcijan. W 1928 r. lider Chorwackiej Partii Chłopskiej Stjepan Radić został zamordowany w gmachu parlamentu przez przywódcę czarnogórskich Serbów i polityka Ludowej Partii Radykalnej Punišy Račicia. W następnym roku król Aleksander I ogłosił tak zwaną dyktaturę 6 stycznia i przemianował swój kraj na Królestwo Jugosławii, aby zlikwidować nacisk na skład etniczny. Jugosławia została podzielona na dziewięć jednostek administracyjnych zwanych banowinami, z których sześć miało etniczną większość serbską.
Antychorwacka polityka zdominowanego przez Serbię rządu Jugosławii w latach 20. i 30. XX wieku, zwłaszcza zabójstwo liderów Chorwackiej Partii Chłopskiej w parlamencie w czerwcu 1928 r. przez posła głównej serbskiej partii politycznej, w dużej mierze odpowiadało za tworzenie, wzrost popularności i naturę chorwackich sił nacjonalistycznych. W 1931 r. król wydał dekret, który zezwalał parlamentowi Jugosławii na obradowanie pod warunkiem, że tylko partie pro-jugosłowiańskie mogą być w nim reprezentowane. Dało to paliwo do rozwoju ruchów marginalizowanych, zarówno skrajnie prawicowych, jak i skrajnie lewicowych. Ustasze, chorwacka partia faszystowska, stała się najbardziej ekstremalnym z nich wszystkich. Ustasze kierowali się głęboką nienawiścią do Serbów i serbskości oraz twierdzili, że „Chorwaci i Serbowie są oddzieleni nieprzebytą przepaścią kulturową”, która uniemożliwia im życie obok siebie. W 1932 r. zorganizowali oni tak zwane Powstanie w Welebicie, atakując komisariat we wsi Brušane w Lice. Policja ostro zareagowała na napad i wzięła odwet na miejscowej ludności chorwackiej. W 1934 r. ustasze współpracowali z prawicowymi ekstremistami z Bułgarii, Węgier i Włoch, aby zamordować króla Aleksandra podczas wizyty we francuskiej Marsylii. Kuzyn Aleksandra, książę Paweł, przejął regencję, dopóki następca tronu Piotr II nie skończy osiemnastu lat. Lider ustaszy, Ante Pavelić wierzył, że zabójstwo króla spowoduje rozpad Jugosławii. Zamiast tego kraje, które wcześniej pomagały jego organizacji, takie jak Włochy i Węgry, rozprawiły się z jej członkami, aresztowały ich i zniszczyły obozy szkoleniowe na swoim terytorium na prośbę władz Jugosławii. Według polskiego historyka Grzegorza Motyki ustasze planowali popełnić ludobójstwo na etnicznych Serbach na lata przed wybuchem II wojny światowej i mogli w tym zakresie wymieniać się opiniami z działaczami emigracyjnymi Organizacji Ukraińskich Nacjonalistów.

Jeden z głównych ideologów Pavelicia, Mijo Babić, napisał w 1932 r.: 

Kiedy krew zacznie się rozlewać, wytryśnie strumieniami. Krew wroga zamieni się w strumienie i rzeki, a bomby rozrzucą ich kości, tak jak wiatr rozprasza łuski pszenicy. Każdy ustasz jest [...] gotowy rzucić się na wroga, swoim ciałem i duszą, aby go zabić i zniszczyć. Ich poświęcenie, rewolwery, bomby i ostre noże chorwackich ustaszy oczyszczą i odetną wszystko, co zgniłe od zdrowego ciała Chorwatów

Chorwacki sprzeciw wobec scentralizowanej władzy Jugosławii trwał również po zabójstwie Aleksandra, a jego kulminacją było podpisanie ugody przez chorwackiego polityka Vladka Mačka i premiera Jugosławii Dragišę Cvetkovicia, znanej pod nazwą Porozumienie Cvetković-Maček, 26 sierpnia 1939 r. Zawierając ugodę, Belgrad starał się przeciągnąć na swoją stronę umiarkowanych Chorwatów poprzez utworzenie w dużej mierze autonomicznej Banowiny Chorwacji, która obejmowała 27 proc. terytorium Jugosławii i 29 proc. jej ludności. Zapewniono również, że Maček zostanie wicepremierem Jugosławii. Ostatecznie porozumienie nie spełniło swojego zadania – doprowadziło do tego, że inne jugosłowiańskie grupy etniczne także zaczęły się domagać statusu podobnego do Chorwatów i nie usatysfakcjonowało skrajnie prawicowych Chorwatów, którzy chcieli w pełni niezależnego chorwackiego państwa. Ustaszy oburzył sam fakt, że Maček negocjował z Belgradem, potępiając go jako „sprzedawczyka”. Prawicowi Chorwaci szybko zorganizowali antyserbskie incydenty w nowo utworzonej Banowinie Chorwacji, a w czerwcu 1940 r. w Zagrzebiu powstała Chorwacka Partia Narodowo-Socjalistyczna. 25 marca 1941 r. Jugosławia skłoniła się pod naciskiem hitlerowskich Niemiec i podpisała Pakt trzech, starając się uniknąć wojny z państwami Osi.
Dwa dni później grupa serbskich nacjonalistycznych oficerów Królewskich Jugosłowiańskich Sił Powietrznych zorganizowała zamach stanu, aby obalić księcia Pawła i rząd Dragišy Cvetkovicia. Piotr został uznany za pełnoletniego i objął tron. Po otrzymaniu wiadomości o zamachu stanu w Jugosławii, Adolf Hitler natychmiast zarządził inwazję.

### Inwazja na Jugosławię

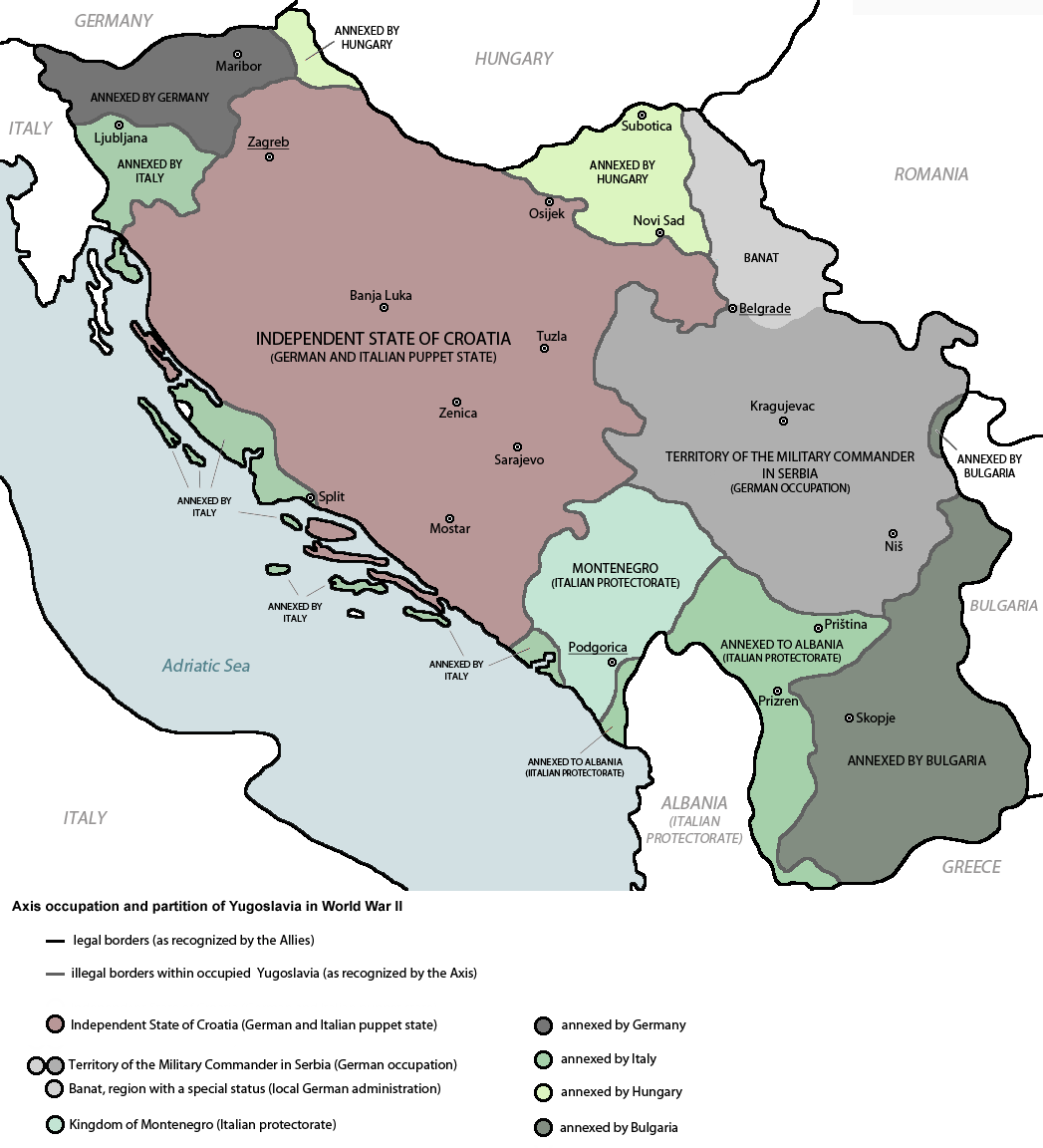
Okupacja i podział terytorium Jugosławii po inwazji wojsk Osi

6 kwietnia 1941 r. Królestwo Jugosławii zostało zaatakowane przez państwa Osi i upadło po 11 dniach. Utworzono marionetkowe państwo zwane Niepodległym Państwem Chorwackim, rządzone przez reżim ustaszy. Ideologia ruchu ustaszowskiego była mieszanką nazizmu, katolicyzmu i chorwackiego ultranacjonalizmu. Ustasze chcieli powstania Wielkiej Chorwacji, która rozciągałaby się za rzekę Drinę i pod przedmieścia Belgradu. Ruch podkreślał potrzebę istnienia rasowo „czystej” Chorwacji i promował eksterminację Serbów (uważanych za etnicznych cudzoziemców), Żydów oraz Romów.
Głównym ideologiem wpływającym na chorwackich ustaszy był XIX-wieczny nacjonalista Ante Starčević. Jako orędownik chorwackiej jedności i niepodległości, był zarówno antyhabsburski, jak i antyserbski. Postulował utworzenie Wielkiej Chorwacji, która obejmowałaby terytoria zamieszkałe przez Bośniaków, Serbów i Słoweńców, uznając Bośniaków i Serbów za Chorwatów, którzy zostali przekonwertowani kolejno na islam i prawosławie, a Słoweńców uważając za „chorwackich górali”.

Starčević argumentował, że duża obecność Serbów na terytoriach Wielkiej Chorwacji była wynikiem niedawnego osadnictwa, do którego zachęcali Habsburgowie, a także napływu grup takich jak Wołosi, którzy przyjęli prawosławie i zarazem identyfikowali się jako Serbowie. Ustasze wykorzystali teorie Starčevicia do promowania aneksji Bośni i Hercegowiny do Niepodległego Państwa Chorwackiego oraz uznali, że Chorwacja ma dwa główne komponenty etnokulturowe: katolików i muzułmanów, ponieważ postrzegali oni islam bośniackich muzułmanów jako religię, która „zachowuje prawdziwą krew Chorwatów”. Walka zbrojna, ludobójstwo i terroryzm zostały przyjęte przez ustaszy jako akceptowalne metody. Alexander Korb napisał: 

Niemiecko-chorwackie porozumienie umożliwiło bojownikom ustaszy i chorwackim urzędnikom państwowym przeprowadzenie kampanii czystek etnicznych skierowanej przeciwko Serbom żyjącym na ziemi, która według ustaszy była częścią Wielkiej Chorwacji

## Przebieg ludobójstwa

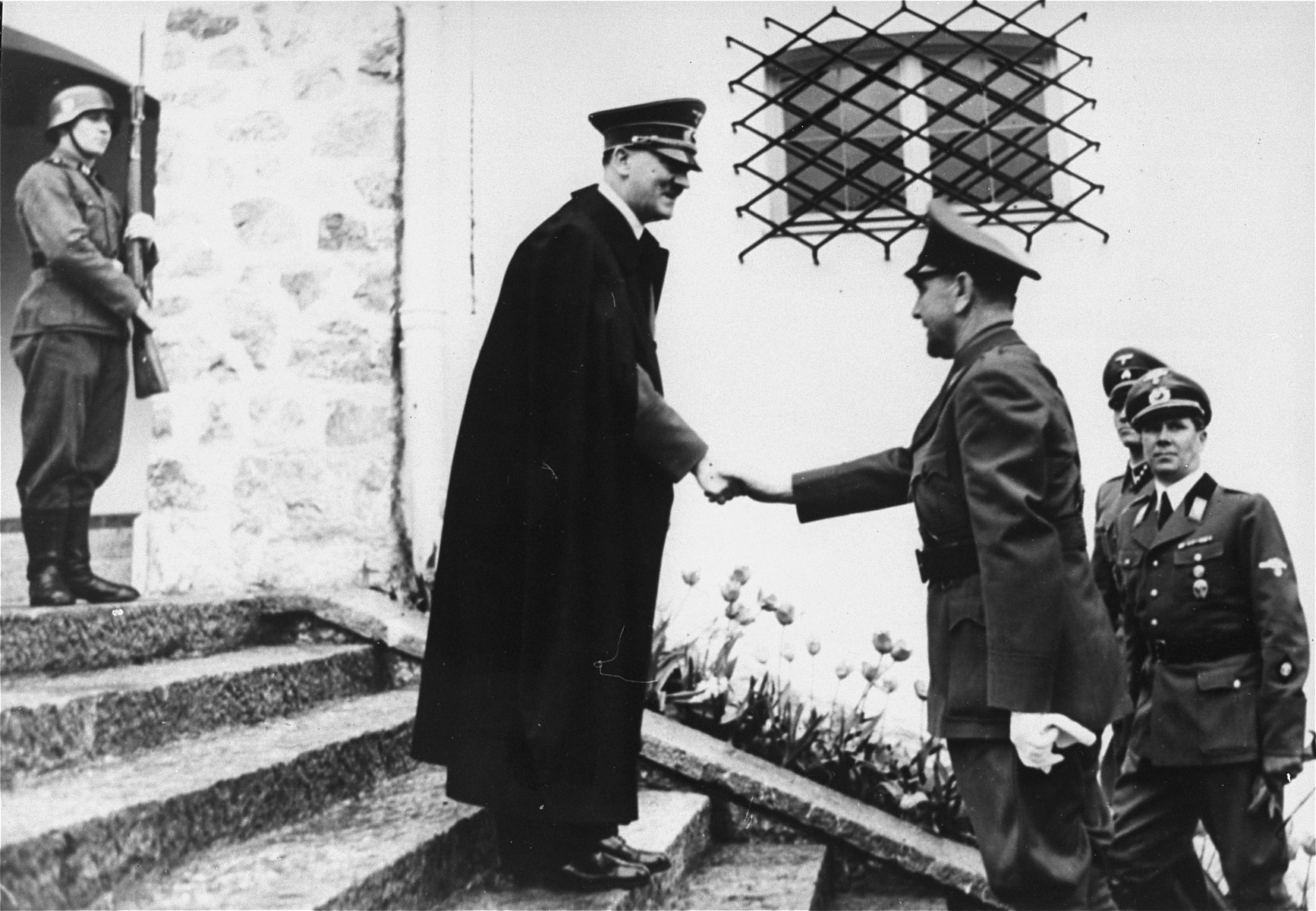
Spotkanie Ante Pevelicia i Adolfa Hitlera w Berghofie, 1941 r.

Po wkroczeniu wojsk niemieckich do Zagrzebia 10 kwietnia 1941 r. najbliższy współpracownik Ante Pavelicia, Slavko Kvaternik proklamował utworzenie Niepodległego Państwa Chorwackiego (NDH) w specjalnej audycji Radia Zagrzeb. Tymczasem Pavelić i kilkuset ustaszy opuściło cele więzienne we Włoszech, by udać się do Zagrzebia, gdzie Pavelić ogłosił powstanie nowego rządu 16 kwietnia 1941 r. Przyznał sobie tytuł „poglavnika” (po niemiecku: führer). Niepodległe Państwo Chorwackie zostało ustanowione na chorwackim „terytorium etnicznym i historycznym”.

Ten kraj może być tylko chorwackim krajem i nie ma metody, której zawahalibyśmy się zastosować, aby uczynić go prawdziwie chorwackim i oczyścić go z Serbów, którzy przez stulecia zagrażali nam i którzy zagroziliby nam ponownie, jeśli mieliby taką możliwość – Milovan Žanić, minister Rady Legislacyjnej NDH, 2 maja 1941 r.

Jak podkreślili ministrowie ustaszy Mile Budak, Mirko Puk i Milovan Žanić, strategia osiągnięcia przez Chorwację czystości etnicznej była następująca:

Jedna trzecia Serbów miała zostać zabita.
Jedna trzecia Serbów miała zostać wydalona.
Jedna trzecia Serbów miała zostać przymusowo nawrócona na katolicyzm.

NDH połączyło większość terenów współczesnej Chorwacji, całą współczesną Bośnię i Hercegowinę oraz część dzisiejszej Serbii we „włosko-niemieckim quasi-protektoracie”. Władze NDH, kierowane przez milicję ustaszy, wdrożyły następnie ludobójczą politykę wobec ludności serbskiej, żydowskiej i romskiej mieszkającej w nowym państwie.
Wysoki urzędnik ustaszowski Viktor Gutić wygłosił kilka przemówień wczesnym latem 1941 r., wzywając do zniszczenia Serbów jako „byłych wrogów” i „niechcianych elementów”, a także zagroził Chorwatom, którzy nie poprą ich sprawy.
W czerwcu 1941 r. zabroniono używania cyrylicy, a także rozpoczęto eliminację „wschodnich” (serbskich) słów z języka chorwackiego i zamykanie serbskich szkół. Ante Pavelić zarządził za pośrednictwem „chorwackiego urzędu ds. języka” tworzenie nowych słów ze starych rdzeni (niektóre z nich są używane do dziś) oraz usunięcie z książek wielu serbskich słów.

### Masakry

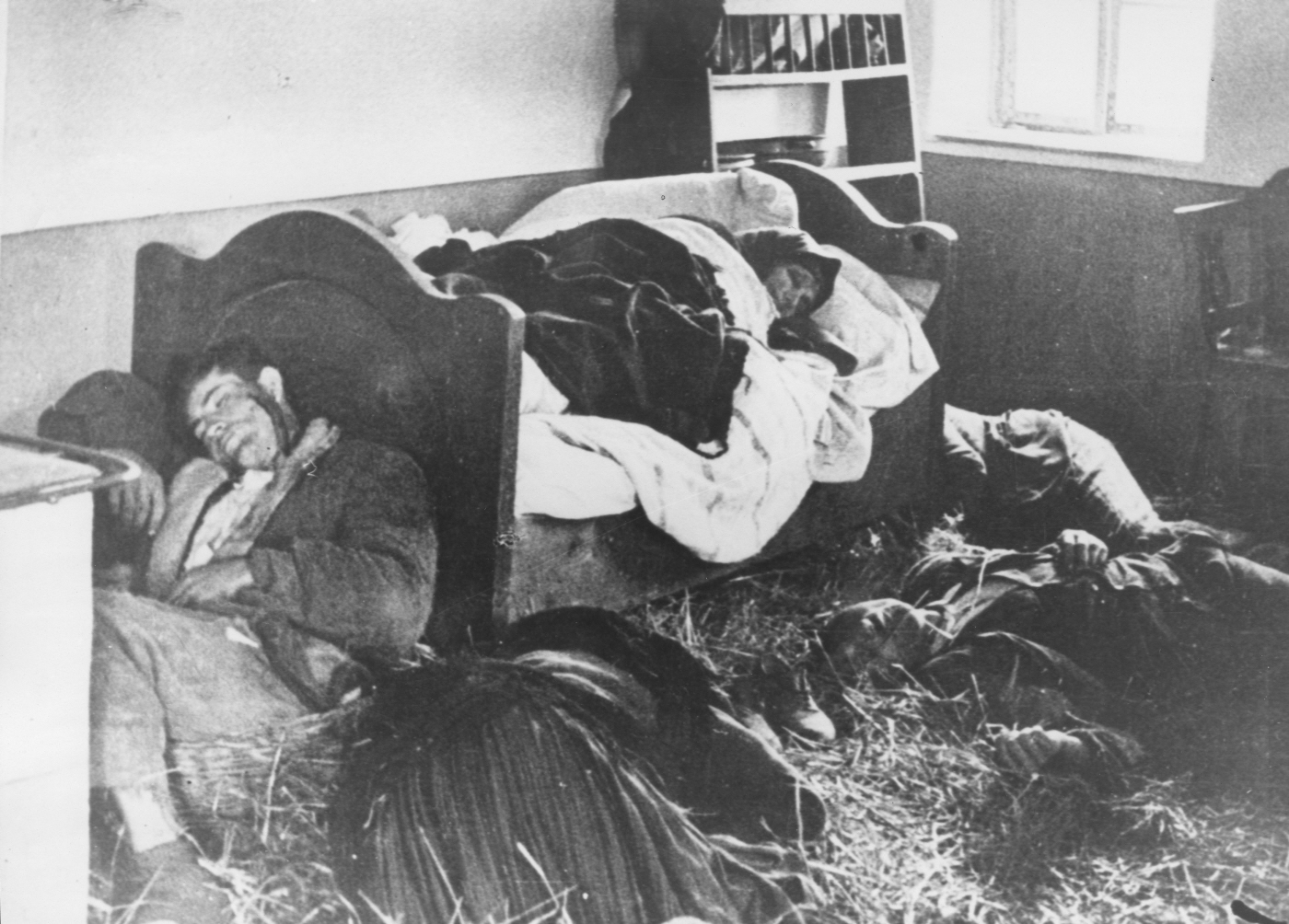
Serbska rodzina zamordowana we własnym domu, 1941 r.

Milicja ustaszy została zorganizowana w 1941 r. w pięć (później piętnaście) batalionów liczących po 700 osób, dwa bataliony bezpieczeństwa kolei oraz elitarny Czarny Legion i Batalion Ochrony Poglavnika (później przekształcony w brygadę). Jej żołnierze byli rekrutowani głównie wśród niewykształconych klas społecznych i robotników.

Latem 1941 r. milicje i szwadrony śmierci ustaszy paliły wioski i sadystycznie zabijały tysiące serbskich cywilów za pomocą różnych broni i narzędzi. Mężczyźni, kobiety i dzieci byli rąbani siekierami, zakopywani żywcem w dołach i wąwozach lub paleni w cerkwiach. Niektóre serbskie wioski w pobliżu Srebrenicy i Ozrenu zostały całkowicie wymordowane, podczas gdy we wsiach pomiędzy Vlasenicą i Kladanjem znaleziono dzieci poprzebijane kołkami. Okrucieństwo i sadyzm ustaszy zszokowały nawet niemieckich nazistów. Raport gestapo dla Reichsführera SS Heinricha Himmlera z 17 lutego 1942 r. stwierdzał: 

Zwiększona aktywność grup [rebeliantów] jest spowodowana głównie okrucieństwami dokonywanymi przez jednostki ustaszy w Chorwacji na ludności prawosławnej. Ustasze popełniali swe czyny w bestialski sposób nie tylko wobec w stosunku do mężczyzn w wieku poborowym, ale przede wszystkim wobec bezradnych starszych ludzi, kobiet i dzieci. Liczba prawosławnych, na których Chorwaci dokonali masakry i sadystycznie torturowali aż do śmierci, wynosi około 300 tysięcy

Do największych masakr dokonanych przez ustaszy należą:
- zbrodnia w Gudovacu (28 kwietnia 1941 r.) – 184–196 Serbów rozstrzelanych po aresztowaniu na rozkaz Kvaternika[47];
- zbrodnie w Glinie (11–12 maja 1941 r. i 30 lipca – 3 sierpnia 1941 r.) – w maju 260–300 Serbów zapędzono do cerkwi i rozstrzelano, po czym podpalono. Na przełomie lipca i sierpnia 200 Serbów, mimo gotowości przejścia na katolicyzm w zamian za amnestię, zamordowano w kościele. Później 500–2000 Serbów zmasakrowały w sąsiednich wioskach siły Vjekoslava „Maksa” Luburicia[47];
- zbrodnia w Banskim Grabovcu (25–27 czerwca 1941 r.) – zamordowano 1200 przypadkowych Serbów z drogi Karlovac-Sisak[48]
- zbrodnia w Garavicach (lipiec – wrzesień 1941 r.) – zmasakrowano 12 tys. Serbów wraz z grupą Żydów i Romów[49];
- zbrodnia w Prebilovci (4–6 sierpnia 1941 r.) – 650 serbskich kobiet zabito przez wrzucenie do kopalni Golubinka. Tego lata jeszcze ok. 4000 Serbów zabito w sąsiednich miejscowościach[50].

### Obozy koncentracyjne

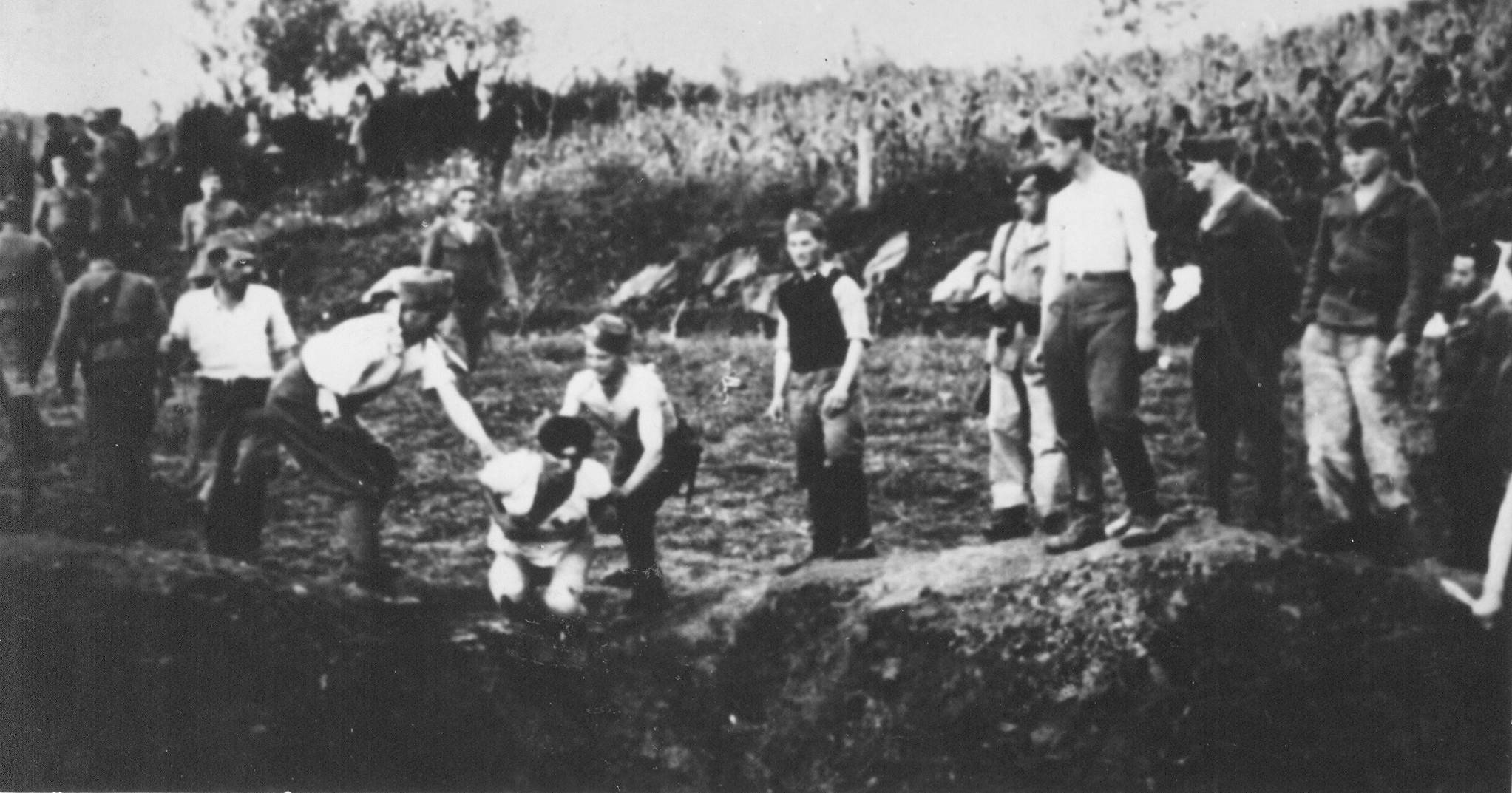
Egzekucje w obozie koncentracyjnym Jasenovac

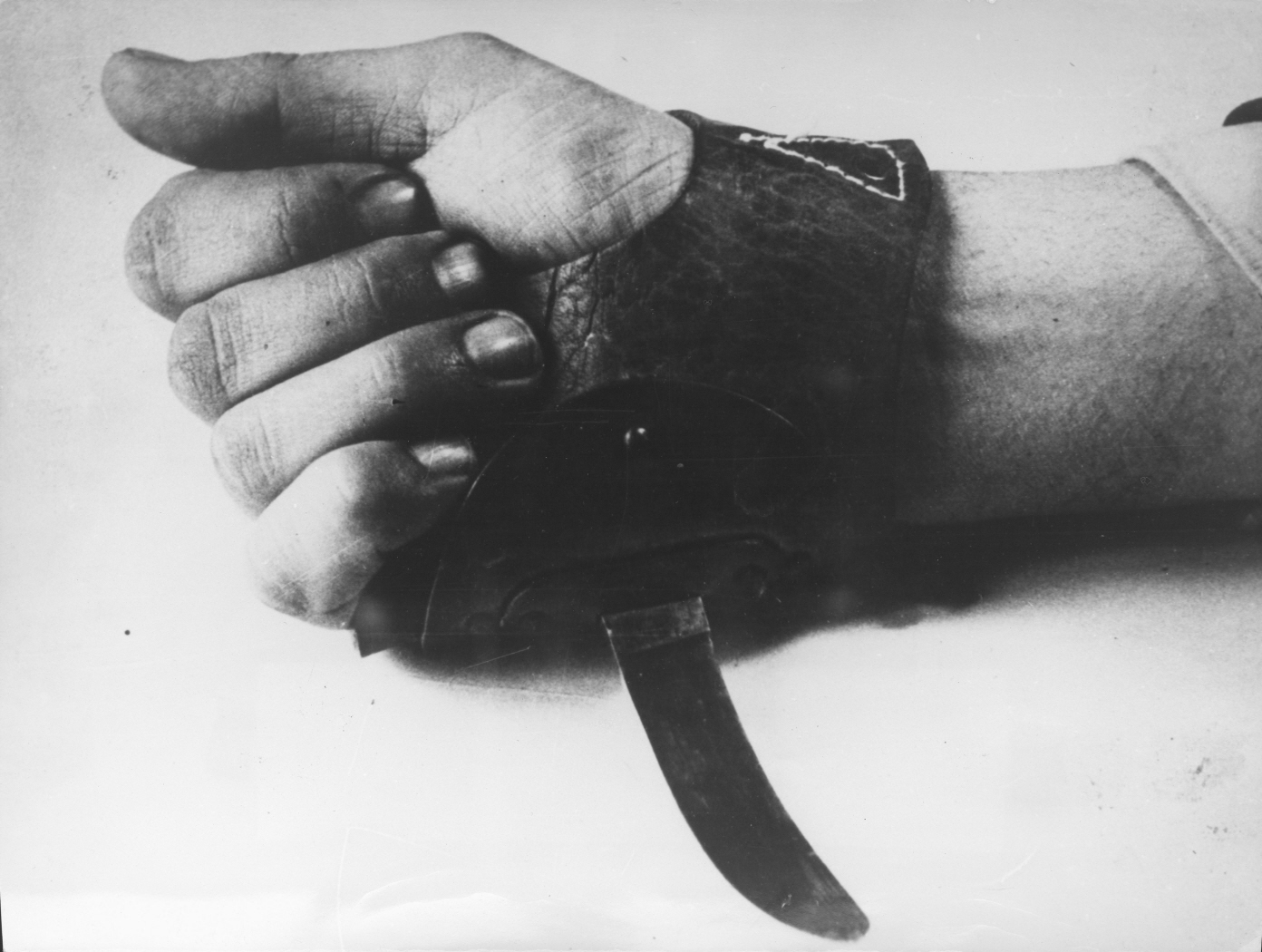
Serbosiek był połączony z czymś w rodzaju rękawicy. Używany był przez chorwackich strażników obozów koncentracyjnych do szybkiego zabijania więźniów

Ustasze utworzyli tymczasowe obozy koncentracyjne wiosną 1941 r., a jesienią położyli podwaliny pod sieć stałych obozów. Utworzenie obozów koncentracyjnych i kampania zagłady Serbów zostały zaplanowane przez kierownictwo ustaszy na długo przed 1941 r. Na państwowych wystawach w Zagrzebiu obozy były przedstawiane jako produktywne i „spokojne obozy pracy”, ze zdjęciami uśmiechniętych więźniów. Chorwacja była przy tym jedynym państwem Osi poza samą III Rzeszą, które wybudowało specjalne obozy koncentracyjne dla dzieci.
Serbowie, Żydzi i Romowie byli aresztowani i wysłani do obozów koncentracyjnych, takich jak Jasenovac, Stara Gradiška, Gospić i Jadovno. Łącznie w NDH założono 22–26 obozów. Specjalnymi obozami dla dzieci były obozy w Sisaku, Gornjej Rijece i Jastrebarsku, podczas gdy w Starej Gradišce zgromadzono tysiące dzieci i kobiet.
Największym i najbardziej znanym obozem był kompleks Jasenovac-Stara Gradiška, największy obóz zagłady na Bałkanach. Szacuje się, że zginęło tam 100 tys. więźniów, w większości Serbów. Vjekoslav „Maks” Luburić, naczelny dowódca wszystkich chorwackich obozów, podczas ceremonii w dniu 9 października 1942 r. ogłosił wielką „skuteczność” obozu w Jasenovacu, a także przechwalał się: „Zabiliśmy tu, w Jasenovacu, więcej ludzi niż Imperium Osmańskie było w stanie zabić podczas okupacji Europy”.
Ograniczony rzekami i dwoma płotami z drutu kolczastego, co uniemożliwiało ucieczkę, obóz Jasenovac został podzielony na pięć podobozów, z czego pierwsze dwa zostały zamknięte w grudniu 1941 r., reszta zaś działała do końca wojny. Stara Gradiška (Jasenovac V) gromadziła kobiety i dzieci. Obóz Ciglana (po chorwacku cegielnia, Jasenovac III), w którym dokonywano zabójstw i co do swego charakteru obóz zagłady, charakteryzował się śmiertelnością wśród więźniów na poziomie 88%, wyższą niż 84,6% w przypadku Auschwitz-Birkenau. Dawna cegielnia została przekształcona w krematorium, w którym, bazując na zeznaniach niektórych ocalałych więźniów, w tym dzieci, ludzie byli paleni żywcem, a smród palonego ludzkiego ciała rozprzestrzeniał się po całym obozie. Luburić zbudował także komorę gazową w obozie Jasenovac V, w której znaczna liczba więźniów została zamordowana podczas trzymiesięcznego eksperymentu z dwutlenkiem siarki i Cyklonem B, ale ta metoda uśmiercania została zaniechana z powodu wad konstrukcji komory gazowej. Była jednak niepotrzebna, ponieważ większość więźniów zmarła z głodu i chorób (zwłaszcza na tyfus) lub padła ofiarą morderstw dokonywanych przez strażników przy użyciu młotków, buzdyganów, siekier i noży. Zaprojektowany przez strażników z Jasenovaca „serbosiek” (chorw. srbosjek w dosłownym tłumaczeniu „zarzynacz Serbów”) był rękawicą z dołączonym zakrzywionym ostrzem przeznaczonym do szybkiego podcinania gardeł. Duże grupy ludzi były regularnie rozstrzeliwane po przybyciu poza terenem obozu, a ciała wrzucane do rzeki. W przeciwieństwie do obozów prowadzonych przez Niemców, Jasenovac specjalizował się w brutalnej przemocy wynikającej z osobistej inicjatywy strażników, takiej jak atakowanie baraków przy użyciu broni palnej i granatów, a później wrzucanie ciał do okopów. Niesławny dowódca obozu Miroslav Filipović-Majstorović, nazywany fra Sotona („bratem Szatanem”) lub „personifikacją zła”, pewnego razu zatopił grupę serbskich kobiet i dzieci, zalewając piwnicę, w której mieszkali. Filipović i inni dowódcy obozu (tacy jak Dinko Šakić i jego żona Nada Šakić, siostra „Maksa” Luburicia) osobiście stosowali niewybredne tortury. W Jesenovacu odbywały zawody w podrzynaniu gardeł, przed którymi strażnicy więzienni obstawiali między sobą, kto da radę zabić najwięcej więźniów. Doniesiono, że strażnik i były franciszkański ksiądz Petar Brzica wygrał jeden z takich konkursów 29 sierpnia 1942 r. po podcięciu gardła 1360 więźniom jednej nocy. Więźniów przywiązywano do płotów i uderzano w głowę młotami, po czym półżywych zawieszono w grupach głowami do dołu, przecinano im brzuchy i szyje, a następnie zrzucano do rzeki. Kiedy pod koniec wojny jugosłowiańscy partyzanci i ich sojusznicy zbliżali się do Jasenovaca, ustasze rozpoczęli masowe egzekucje, zmuszając kobiety i dzieci do uczestniczenia w marszach śmierci, dopóki nie padli martwi po drodze, a większość pozostałych w obozie więźniów rozstrzelano. Przed ostateczną ucieczką załogi podpalono budynki i zniszczono wszystkie dokumenty.
Diana Budisavljević, działaczka humanitarna pochodzenia austriackiego, potajemnie przeprowadzała akcje ratunkowe i uratowała ponad 15 tys. dzieci z ustaszowskich obozów.

### Prześladowania religijne

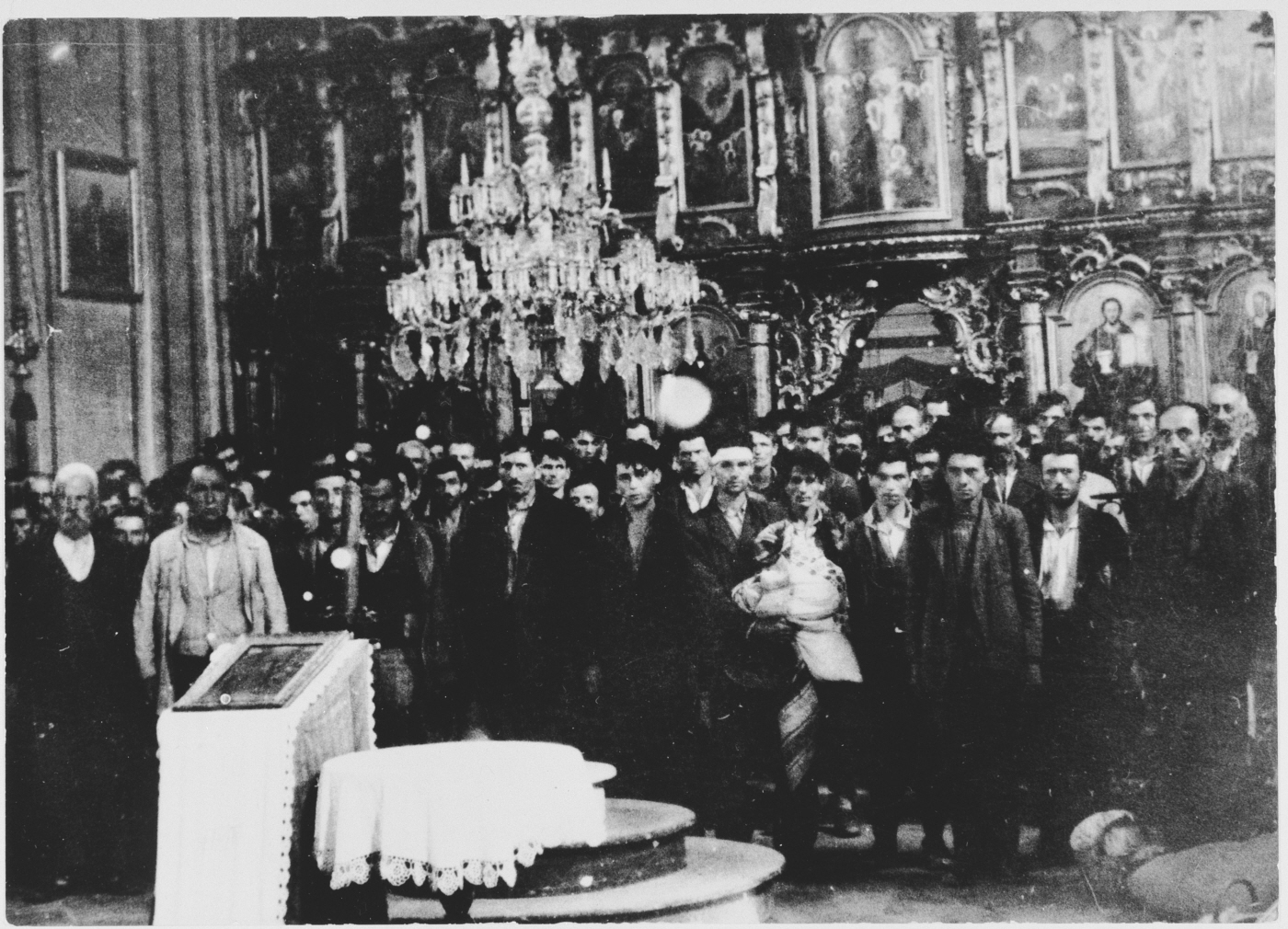
Grupa serbskich cywilów przymusowo nawrócona w cerkwi w Glinie, co i tak nie uchroniło ich przed śmiercią z rąk ustaszy. Większość ludzi widocznych na zdjęciu zginęła przez odcięcie głowy

Ustasze postrzegali religię i narodowość jako ściśle ze sobą powiązane; podczas gdy rzymski katolicyzm i islam (bośniaccy muzułmanie byli postrzegani jako Chorwaci) zostały uznane za chorwackie religie narodowe, prawosławie zakwalifikowano jako za niezgodne z natury z chorwackim projektem państwowym. Ustasze uważali, że prawosławie jest wrogie, ponieważ było identyfikowane z Serbami. 3 maja 1941 r. uchwalono Ustawę o nawróceniach religijnych, która sankcjonowała wywieranie nacisku na Serbów, by przeszli na katolicyzm i tym samym przyjęli chorwacką tożsamość. Dokonano tego w przeddzień spotkania Pavelicia z papieżem Piusem XII w Watykanie Kościół katolicki w Chorwacji, kierowany przez arcybiskupa Aloisa Stepinaca, przyjął ten akt prawny do prawa wewnętrznego Kościoła. Termin „serbski prawosławny” został zakazany w połowie maja 1941 r. jako niezgodny z porządkiem państwowym, a zamiast niego używano terminu „wiara grecko-wschodnia”. Do końca września 1941 r. około połowy serbskiego duchowieństwa prawosławnego, 335 popów zostało wydalonych z terytorium NDH.

Ruch ustaszy opiera się na religii. Dlatego nasze czyny wynikają z naszego oddania religii i Kościołowi rzymskokatolickiemu. Główny ideolog ustaszy Mile Budak, 13 lipca 1941 r.

Propaganda ustaszy uzasadniała prześladowanie jako częściowo oparte na historycznej walce katolicko-prawosławnej o dominację w Europie i nietolerancję katolików wobec „schizmatyków”. Po lokalnym serbskim powstaniu, które zostało sprowokowane przez rządy terroru, zabójstw i deportacji w ustaszowskiej Chorwacji, Państwowa Dyrekcja ds. Nawróceń rozpoczęła jesienią 1941 r. program, którego celem było masowe przymusowe nawracanie Serbów. Już w lecie ustasze zamknęli lub zniszczyli większość serbskich kościołów i klasztorów prawosławnych oraz deportowali, uwięzili lub zamordowali wszystkich prawosławnych księży i biskupów. Konwersje miały na celu chorwatyzację i trwałe zniszczenie Serbskiego Kościoła Prawosławnego. Watykan nie był przeciwny przymusowemu nawracaniu. 6 lutego 1942 r. papież Pius XII przyjął na audiencji 206 ustaszy w mundurach i pobłogosławił ich. 8 lutego 1942 r. wysłannik Stolicy Apostolskiej o nazwisku Rusinović powiedział, że „Stolica Apostolska cieszyła się” z powodu przymusowych nawróceń. W liście do kardynała Luigi Maglione z 21 lutego 1942 r. sekretarz Stolicy Apostolskiej zachęcił biskupów chorwackich do przyspieszenia konwersji, a także stwierdził, że termin „prawosławny” należy zastąpić określeniem „odstępcy lub schizmatycy”. Wielu fanatycznych księży katolickich przyłączyło się do ustaszy, pobłogosławiło ich i poparło ich działania, a nawet uczestniczyło w zabójstwach i nawróceniach.

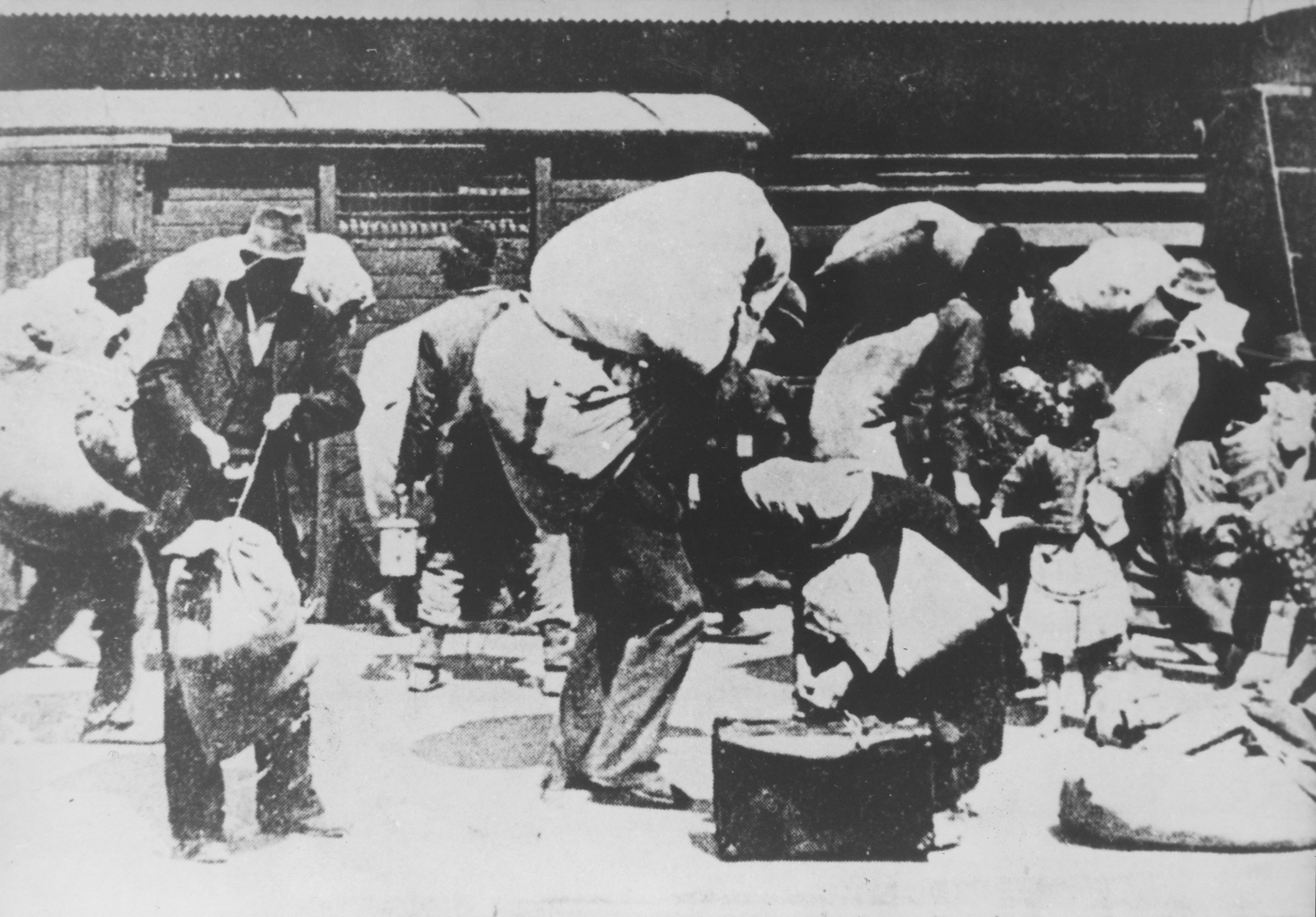
Przymusowe wysiedlenia Serbów z Chorwacji, czerwiec 1941 r.

W latach 1941–1942 około 200 tys. lub od 240 tys. do 250 tys. Serbów nawrócono na katolicyzm, chociaż większość z nich przyjęła go tylko tymczasowo. W każdym razie nawróceni bywali i tak zabijani, często w tych samych kościołach, w których zostali ponownie ochrzczeni. 85% serbskich duchownych prawosławnych zostało zabitych lub wydalonych z kraju. Tylko w Lice, Kordunie i Banovinie 172 serbskie cerkwie zostały zamknięte, zniszczone lub splądrowane. 2 lipca 1942 r. utworzono Chorwacki Kościół Prawosławny w celu zastąpienia instytucji Serbskiego Kościoła Prawosławnego po tym, jak kwestia przymusowej konwersji stała się niezwykle kontrowersyjna.
Wielu biskupów i księży katolickich w Chorwacji otwarcie popierało działania ustaszy, a hierarchia katolicka nie potępiała zbrodni, publicznie ani prywatnie. W rzeczywistości chorwacki Kościół Katolicki i Watykan postrzegały politykę ustaszy wobec Serbów jako korzystną dla katolicyzmu. Historyk Jozo Tomasevich zauważa, że niektóre publiczne wypowiedzi arcybiskupa Aloisa Stepinaca, a także niektóre jego działania wyrażały poparcie dla akcji przymusowego nawracania, ale zauważył również, że te same wypowiedzi i działania opowiadały się przeciwko ludobójczym działaniom ustaszy wymierzonym w Serbów i serbski Kościół prawosławny. W swoim dzienniku arcybiskup Stepinac zapisał, że „Serbowie i Chorwaci są z dwóch różnych światów, północnego i południowego, które nigdy się nie zjednoczą, dopóki jeden z nich będzie żył”, wraz z innymi podobnymi poglądami. W 2016 r. Chorwacja oficjalnie rehabilitowała arcybiskupa Stepinaca, co zostało negatywnie przyjęte w Serbii i Republice Serbskiej.

### Eksodus
Szacuje się, że 120 tys. Serbów zostało deportowanych z NDH do okupowanej przez Niemców Serbii, a 300 tys. uciekło do 1943 r. Ogólny plan polegał na deportacji przedstawicieli lokalnej elity, aby ich własność mogła zostać znacjonalizowana, a pozostałymi Serbami łatwiej było manipulować. Do końca września 1941 r. około połowy serbskiego duchowieństwa prawosławnego, 335 księży, zostało wydalonych.

## Liczba ofiar i klasyfikacja ludobójstwa
Już podczas wojny, a także w komunistycznej Jugosławii szacowana liczba ofiar II wojny światowej w Jugosławii była różna. Szacunki dokonane przez centra pamięci ofiar Holocaustu również się od siebie różnią. Historyk Rory Yeomans doszedł do wniosku, że najbardziej ostrożną liczbą jest 200 tys. Serbów zabitych przez szwadrony śmierci ustaszy, ale faktyczna liczba Serbów, którzy zostali zabici w masakrach lub zginęli w obozach koncentracyjnych może wynosić nawet 500 tys. Jozo Tomasevich powiedział, że nie można ustalić dokładnej liczby ofiar wojny w Jugosławii. Sabrina P. Ramet oszacowała, że co najmniej 300 tys. Serbów zostało „zamordowanych przez ustaszy”.
W latach 80. XX wieku próby podsumowania ofiar II wojny światowej w Jugosławii dokonali serbski statystyk Bogoljub Kočović i chorwacki demograf Vladimir Žerjavić. Tomasevich określił ich badania jako obiektywne i wiarygodne. Kočović szacuje, że 370 tys.–410 tys. Serbów zginęło w NDH podczas wojny. Nie oszacował liczby Serbów zabitych przez ustaszy, uważając, że w większości przypadków zadanie kategoryzacji ofiar jest niemożliwe do wykonania. Žerjavić oszacował, iż łączna liczba zgonów Serbów w NDH wyniosła 322 tys., z czego 125 tys. zginęło jako żołnierze podziemnej armii jugosłowiańskiej (czetników), a 197 tys. to cywile. Žerjavić oszacował, że w więzieniach i obozach ustaszy, w tym w Jasenovacu, zabito 78 tys. cywilów, 45 tys. zostało zabitych przez Niemców, 15 tys. przez Włochów, a 34 tys. zginęło w bitwach między walczącymi stronami, ponadto 25 tys. osób cywilnych zmarło na tyfus. Liczba ofiar obozu koncentracyjnego Jasenovac pozostaje kwestią dyskusyjną, ale obecne szacunki wskazują na to, że ich łączna liczba wynosi ok. 100 tys., z czego około połowa to Serbowie.
W Serbii, która jako państwo reprezentuje serbski punkt widzenia, zbrodnie ustaszy bezdyskusyjnie stanowiły ludobójstwo. Wielu zagranicznych historyków i autorów również opisuje masowe zabójstwa Serbów w NDH jako spełniające definicję ludobójstwa, w tym Rafał Lemkin, który znany jest z ukucia słowa ludobójstwo oraz zainicjowania Konwencji o ludobójstwie. Jad Waszem, oficjalny organ Państwa Izrael ustanowiony dla badania i upamiętniania ofiar Holocaustu, stwierdził, że „ustasze dokonali ludobójstwa Serbów, eksterminując ponad 500 tys. z nich, wydalając 250 tys. i zmuszając kolejne 250 tys. do przejścia na katolicyzm”. Centrum Szymona Wiesenthala również wspomniało, że przywódcy Niepodległego Państwa Chorwackiego popełnili ludobójstwo na Serbach, Żydach i Romach.
Byli prezydenci Chorwacji, Stjepan Mesić oraz Ivo Josipović, a także Bakir Izetbegović i Željko Komšić, bośniacki i chorwacki Przewodniczący Prezydium Bośni i Hercegowiny również opisali prześladowanie Serbów w Niepodległym Państwie Chorwackim jako ludobójstwo.
Katolicki ekstremizm stanowił sedno polityki ustaszy, co oznaczało, że wielu Serbów w NDH miało możliwość przejścia na katolicyzm. Serbowie, którzy odmówili wyrzeczenia się prawosławnej wiary chrześcijańskiej, ostatecznie stanęli w obliczu śmierci w obozach koncentracyjnych w całej NDH, zwłaszcza w obozie koncentracyjnym Jasenovac. W epoce powojennej Serbski Kościół Prawosławny uznał serbskie ofiary tego ludobójstwa za męczenników. Wspomnienie liturgiczne Świętych Nowomęczenników z Obozu Koncentracyjnego Jasenovac jest obchodzone 13 września.

## Następstwa

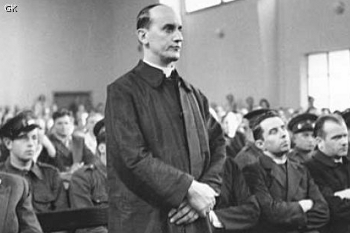
Proces arcybiskupa Aloisa Stepinaca przed sądem komunistycznej Jugosławii, 1946 rok

Jugosłowiańskie władze komunistyczne nie korzystały z infrastruktury obozu w Jasenovacu, jak to miało miejsce w przypadku innych europejskich obozów koncentracyjnych, najprawdopodobniej z powodu napiętych stosunków serbsko-chorwackich. Rząd Josipa Broz Tity usiłował „wyleczyć rany” oraz stworzyć „braterstwo i jedność” pomiędzy narodami południowosłowiańskimi. Choć nie ma bezsprzecznych dowodów na to, aby sam Tito kiedykolwiek osobiście odwiedził teren byłego obozu, kwestia ta wciąż wzbudza na Bałkanach spore kontrowersje.
II wojna światowa, a zwłaszcza jej konflikty etniczne, zostały wykorzystane instrumentalnie w późniejszych wojnach jugosłowiańskich (1991–1995).

### Ucieczka zbrodniarzy, terroryzm i zamachy
Wraz z zajęciem Jugosławii przez partyzantów Tity, wielu przywódców ustaszy uciekło z kraju i schroniło się w kolegium św. Hieronima Chorwatów w Rzymie niedaleko Watykanu. Katolicki ksiądz i ustasz Krunoslav Draganović kierowali stamtąd ucieczkami. Departament Stanu Stanów Zjednoczonych i Counter Intelligence Corps pomogły uciec zbrodniarzom wojennym i pomogli Draganoviciowi (który później pracował dla amerykańskiego wywiadu) w przerzucaniu ustaszy za granicę. Wiele osób odpowiedzialnych za masowe zabójstwa w NDH schroniło się w Ameryce Południowej, Portugalii, Hiszpanii i USA. Luburić został zamordowany w Hiszpanii w 1969 r. przez agenta UDBA, jugosłowiańskiej tajnej policji; Artuković mieszkał w Irlandii i Kalifornii aż do ekstradycji w 1986 r., po czym zmarł z przyczyn naturalnych w więzieniu; Dinko Šakić i jego żona Nada mieszkali w Argentynie aż do ekstradycji w 1998 r.; Dinko umarł w więzieniu, a jego żona została zwolniona. Draganović zorganizował także przerzut funkcjonariusza gestapo Klausa Barbiego.
W diasporze chorwackiej ustasze stali się bohaterami. Ugrupowania terrorystyczne tworzone na emigranci (takie jak Chorwackie Bractwo Rewolucyjne, czy Hrvatski narodni otpor) przeprowadzały zabójstwa i zamachy bombowe, a także porwania samolotów przez cały okres jugosłowiański.

### Znani zbrodniarze wojenni
- Ante Pavelić (1889–1959) – założyciel i najwyższy przywódca („poglavnik”) ustaszy. Ukrywał się we Włoszech, Argentynie, Chile i Hiszpanii. Przetrwał próby zamachu na jego życie;
- Andrija Artuković (1899–1988) – chorwacki minister spraw wewnętrznych. Zmarł w jugosłowiańskim areszcie;
- Slavko Kvaternik (1878–1947) – naczelny dowódca wojskowy ustaszy. Stracony przez władze Jugosławii;
- Dido Kvaternik (1910–1962) – dowódca tajnej policji ustaszy, synem Slavka. Zginął w wypadku samochodowym w Argentynie;
- Jure Francetić (1912–1942) – dowódca Czarnego Legionu, zainicjował masakry Serbów w Bośni. Jego samolot został zestrzelony przez partyzantów;
- Vjekoslav Luburić (1914–1969) – dowódca Brygad Obronnych Ustaszy i obozu Jasenovac. Zamordowany przez kolegę z Hiszpanii;
- Mile Budak (1889–1945) – chorwacki polityk i główny ideolog ustaszy, stracony za zbrodnie wojenne i zbrodnie przeciwko ludzkości 7 czerwca 1945 r.;
- Dinko Šakić (1921–2008) – dowódca obozu w Jasenovacu. Uciekł do Argentyny, ale ostatecznie w 1999 r. został wydany, osądzony i skazany przez władze chorwackie na 20 lat więzienia, zmarł w więzieniu;
- Nada Šakić(inne języki) (1926–2011) – strażniczka w obozie Jasenovac, siostra Maksa Luburicia i żona Dinka Šakicia. Uniknęła kary, ponieważ Argentyna odmówiła jej ekstradycji;
- Miroslav Filipović-Majstorović (1915–1946) – franciszkanin i dowódca obozu Jasenovac, znany ze swojego sadyzmu i okrucieństwa, znany jako „brat Szatan”. Schwytany przez partyzantów, osądzony i stracony w 1946 r.;
- Petar Brzica (1917–?) – strażnik obozowy, były franciszkanin, który wygrał „zawody” 29 sierpnia 1942 r. po podcięciu gardła 1360 więźniów w obozie Jasenovac[63]. Jego powojenny los nie jest znany[potrzebny przypis].

## Kontrowersje

### Rewizjonizm we współczesnej Chorwacji
Niektórzy Chorwaci, w tym politycy, próbowali zminimalizować skalę ludobójstwa popełnionego na Serbach podczas II wojny światowej w Niepodległym Państwie Chorwackim.

Jeszcze przed początkiem rozpadu Jugosławii w 1989 r. przyszły prezydent Chorwacji Franjo Tuđman (który był partyzantem podczas II wojny światowej) przyjął chorwacki nacjonalizm i opublikował książkę pt. Horrors of War: Historical Reality and Philosophy, w którym zakwestionował oficjalną liczbę ofiar zabitych przez ustaszy podczas II wojny światowej. W swojej książce Tuđman twierdził, że w Jasenovacu zginęło mniej niż trzydzieści tysięcy osób. Twierdził on również, że Holocaust pochłonął łącznie 900 tys. Żydów. Poglądy Tuđmana i tolerowanie przez jego rząd symboli ustaszowskich często prowadziły do napiętych stosunków z Izraelem. Niemniej jednak w swojej książce potwierdził on, że doszło do ludobójstwa: 

Jest historycznym faktem, że reżim ustaszowski w NDH, realizując plan ograniczenia „wrogiego serbskiego ludu prawosławnego na ziemiach chorwackich”, popełnił wielkie ludobójstwo na Serbach, a proporcjonalnie jeszcze większe na Romach i Żydach, w ramach realizacji nazistowskiej polityki rasowej

Przykładem ultranacjonalistycznego, antyserbskiego sentymentu we współczesnym chorwackim życiu publicznym jest Thompson, chorwacki zespół rockowy, który wielokrotnie oprotestowywano za śpiewanie piosenek ustaszy, zwłaszcza „Jasenovac” i „Gradiška Stara”. Osoby, które publicznie wykazywały przynależność do organizacji post-ustaszowskich na koncertach Thompsona w Chorwacji i poza nią, często powodowały skargi ze strony Centrum Szymona Wiesenthala.
W 2006 r. do sieci wyciekło wideo pokazujące prezydenta Chorwacji Stjepana Mesicia wygłaszającego przemówienie w Australii na początku lat 90. XX wieku, w którym powiedział on, że Chorwaci „odnieśli wielkie zwycięstwo 10 kwietnia” (data powstania Niepodległego Państwa Chorwackiego w 1941 r.) i że Chorwacja nie musi nikogo przepraszać za Jasenovac. Później Mesić przeprosił za swoje oświadczenie i stwierdził, że niewątpliwie uważa antyfaszyzm za podstawę współczesnej Chorwacji, docenia partyzantów jugosłowiańskich i uważa za konieczne „potwierdzenie antyfaszyzmu jako formy zaangażowania człowieka i cywilizacji w budowę nieodłącznego warunku istnienia demokratycznej Chorwacji, kraju równych obywateli”.
17 kwietnia 2011 r. podczas uroczystości upamiętniających ofiary ludobójstwa chorwacki prezydent Ivo Josipović ostrzegł, że „próbowano drastycznie zmniejszyć liczbę ofiar Jasenovac”, dodając: „w obliczu niszczycielskiej prawdy, że niektórzy Chorwaci byli w stanie popełnić najokrutniejsze zbrodnie, chcę powiedzieć, że wszyscy jesteśmy odpowiedzialni za to, co robimy”. Podczas tej samej ceremonii premier Chorwacji Jadranka Kosor powiedziała: „nie ma usprawiedliwienia dla zbrodni, dlatego rząd chorwacki zdecydowanie odrzuca i potępia każdą próbę rewizjonizmu historycznego i rehabilitacji faszystowskiej ideologii, każdej formy totalitaryzmu, ekstremizmu i radykalizmu […] Reżim Pavelicia był reżimem zła, nienawiści i nietolerancji, w którym ludzie byli wykorzystywani i zabijani z powodu rasy, religii, narodowości, przekonań politycznych lub dlatego, że byli inni i byli różni”.
Chorwacki historyk i polityk Zlatko Hasanbegović, który wcześniej pełnił funkcję ministra kultury Chorwacji, w 2016 r. został oskarżony o bagatelizowanie zbrodni ustaszy i próbę rehabilitacji ich pomysłów w swojej pracy. W 1996 r. Hasanbegović napisał co najmniej dwa artykuły w czasopiśmie „Nezavisna Država Hrvatska” pod redakcją niewielkiej skrajnie prawicowej partii Chorwacki Ruch Wyzwoleńczy, w której gloryfikował ustaszy jako bohaterów narodowych i męczenników oraz zaprzeczał zbrodniom popełnionym przez reżim. W odpowiedzi na zarzuty Hasanbegović zaprzeczył, jakoby był apologetą reżimu, stwierdzając, że zbrodnie ustaszy podczas II wojny światowej były „największym moralnym upadkiem” Chorwatów w ich historii i że jego słowa zostały wyjęte z kontekstu dla manipulacji politycznych. W mediach pojawiło się również stare czarno-białe zdjęcie z lat 90., przedstawiające Hasanbegovicia w czapce z odznaką milicji ustaszowskiej. Sam zainteresowany twierdził, że zdjęcie jest fotomontażem i że nosił on wtedy czarną czapkę Chorwackich Sił Obrony (HOS).
Chorwacki matematyk Josip Pečarić napisał książki o tytułach Serbian myth about Jasenovac oraz Otkrivanje jasenovačkih laži, w których twierdził, że całkowita liczba ofiar w obozie koncentracyjnym Jasenovac była znacznie niższa. Później nazwał obóz koncentracyjny Jasenovac „mitem”. Pečarić negował również Holocaust. Dyrektor Centrum Szymona Wiesenthala skrytykował wypowiedzi Pečaricia i wezwał do ustawowego zakazania symboliki ustaszowskiej.

### Chorwacka Wikipedia
Chorwacka Wikipedia zwróciła na siebie uwagę zagranicznych mediów promowaniem faszystowskiego światopoglądu, a także uprzedzeniami wobec Serbów poprzez rewizjonizm historyczny oraz negowanie lub osłabianie wagi zbrodni popełnianych przez reżim ustaszy. Kontrowersje zaczęły się we wrześniu 2013 r., kiedy grupa zablokowanych wikipedystów założyła stronę na Facebooku, aby omówić przejęcie chorwackiej Wikipedii przez prawicowców, zwracając na siebie uwagę w chorwackich i serbskich serwisach informacyjnych. Problem został opisany w chorwackim dzienniku „Jutarnji list”, który nawet poświęcił mu pierwszą stronę wydania drukowanego 11 września 2013 r. Chorwacki minister nauki, edukacji i sportu Željko Jovanović wezwał po tym uczniów i studentów w Chorwacji do unikania korzystania z chorwackiej Wikipedii z powodu zamieszczanych tam podejrzanych i sfabrykowanych treści. Robert Kurelić, profesor historii na Uniwersytecie Juraja Dobrili w Puli skomentował, że administratorzy chorwackiej Wikipedii „chcą wpływać na uczniów szkół średnich i uniwersytetów, najczęstszych użytkowników Wikipedii, w celu zmiany ich opinii i postaw, co stanowi poważny problem”. Snježana Koren, historyk na Wydziale Humanistycznym i Nauk Społecznych Uniwersytetu w Zagrzebiu, w wywiadzie dla chorwackiej agencji prasowej HINA stwierdziła, że ukrytym motywem kontrowersyjnych artykułów w chorwackiej Wikipedii jest rehabilitacja Niepodległego Państwa Chorwackiego. Dla przykładu, chorwacka Wikipedia w artykule o obozie koncentracyjnym Jasenovac odnosi się do obozu jedynie jako „obozu zbiorczego” lub obozu pracy i umniejsza charakter popełnionych tam zbrodni, a także liczbę ofiar, przy czym opiera się głównie na prawicowych mediach i prywatnych blogach w przypisach. W kwestii wybielenia zbrodni z czasów II wojny światowej takie same działania podejmuje wielu współczesnych chorwackich polityków i osób publicznych.

### Rewizjonizm w chorwackiej diasporze
W 2008 r. w chorwackiej restauracji w Melbourne odbyła się uroczystość ku czci przywódcy ustaszy, Ante Pavelicia. Wydarzenie to było „oburzającą konfrontacją zarówno z jego ofiarami, jak i ludźmi moralności i sumienia, którzy sprzeciwiali się rasizmowi i ludobójstwu”, stwierdził Efraim Zuroff z Centrum Szymona Wiesenthala. Według lokalnych doniesień prasowych, w restauracji wisiała duża fotografia Pavelicia, a koszulki z jego wizerunkiem oraz zdjęciami dwóch innych dowódców ustaszowskich z lat 1941–1945 zostały wystawione na sprzedaż. Zuroff zauważył, że nie po raz pierwszy chorwaccy emigranci w Australii otwarcie bronili chorwackich nazistowskich zbrodniarzy wojennych.

### Ustaszowskie złoto
Ustasze zdeponowali duże kwoty złota, zdobyte w splądrowanych serbskich i żydowskich domach podczas II wojny światowej, na szwajcarskich rachunkach bankowych. Z ogólnej sumy 350 mln franków szwajcarskich wojska brytyjskie przejęły około 150 mln; pozostałe 200 milionów (ok. 47 milionów dolarów) dotarło jednak do Watykanu. W październiku 1946 r. amerykańska agencja OSS twierdziła, że fundusze te są nadal przechowywane w Banku Watykańskim. Sprawa ta stanowi sedno pozwu zbiorowego przeciwko Bankowi Watykańskiemu i innym oskarżonym.

## Upamiętnienie

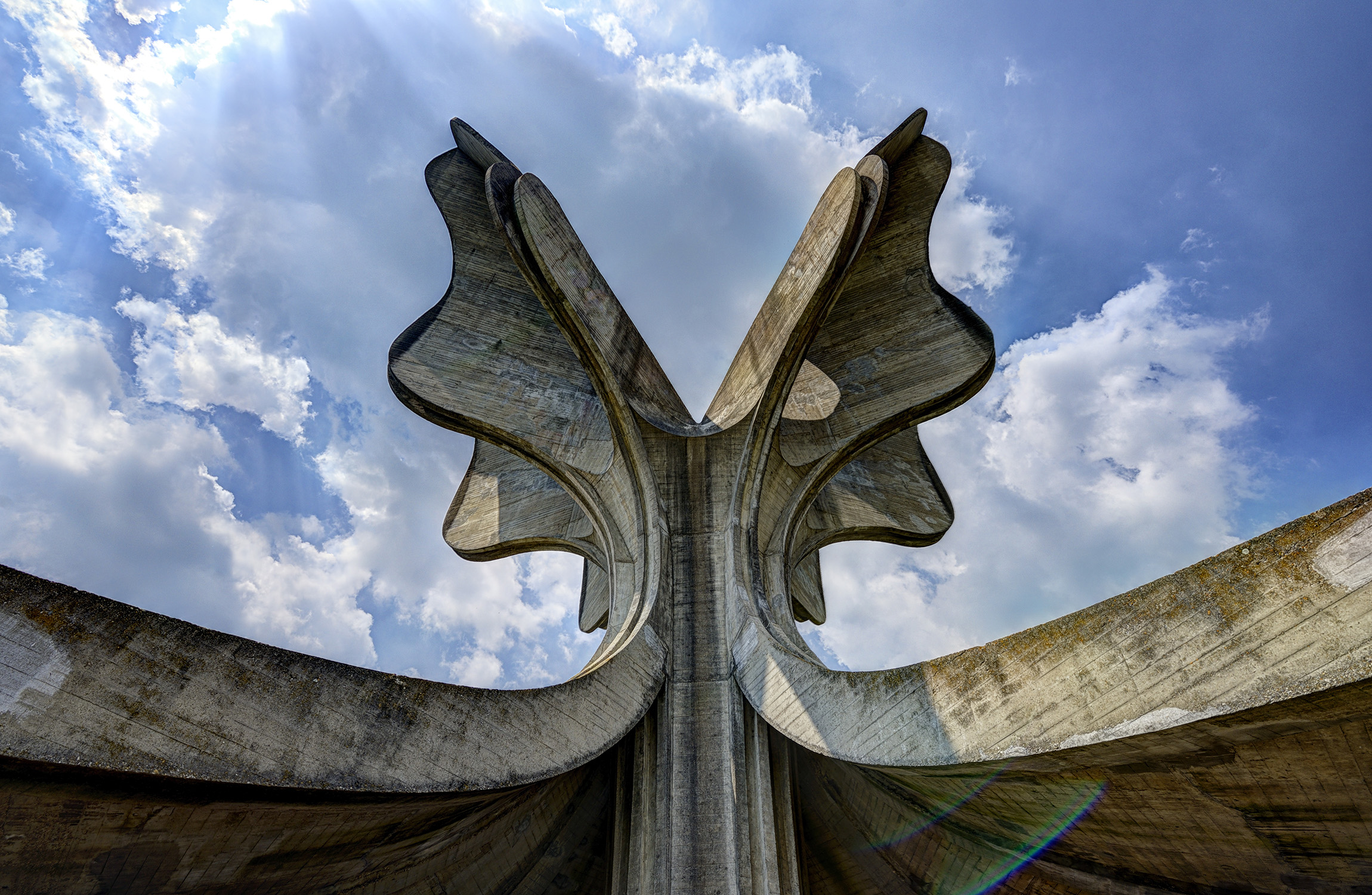
Pomnik na terenie byłego obozu koncentracyjnego Jesenovac

Prezydent Izraela Mosze Kacaw odwiedził Jasenovac w 2003 r. Jego następca, Szimon Peres złożył hołd ofiarom obozu, odwiedzając Jasenovac 25 lipca 2010 r. i składając wieniec pod pomnikiem. Peres nazwał zbrodnie ustaszy „demonstracją czystego sadyzmu”.
Muzeum Pamięci Jasenovac zostało ponownie otwarte w listopadzie 2006 r. wraz z nową wystawą zaprojektowaną przez chorwacką architektkę Helenę Paver Njirić oraz Centrum Edukacyjnym zaprojektowanym przez firmę Produkcija. Muzeum Pamięci ma wnętrze pokryte stalowymi modułami, ekrany wideo i projekcyjne oraz szklane gabloty z eksponatami z obozu. Nad powierzchnią wystawową, która jest dość ciemna, znajduje się pole szklanych paneli z nazwiskami ofiar.
Departament Parków w Nowym Jorku, Komitet Parku Holocaustu oraz Instytut Badawczy Jasenovac, z pomocą ówczesnego kongresmena Anthony’ego Weinera ustanowili pomnik ofiar Jasenovac w kwietniu 2005 r. (sześćdziesiąta rocznica wyzwolenia obozu). W ceremonii otwarcia wzięło udział dziesięć osób, które przeżyły Holocaust w Jugosławii, a także dyplomaci z Serbii, Bośni i Hercegowiny oraz Izraela. Pomnik ten pozostaje jedynym publicznym upamiętnieniem ofiar Jasenovac poza Bałkanami.

### Książki
- Dušan T. Bataković: The Foreign Policy of Serbia (1844-1867): IIija Garašanin’s Načertanije. Balkanološki institut SANU, 2014. (ang.). Brak numerów stron w książce
- L. Carl Brown: The Ottoman Imprint on the Balkans and the Middle East. Columbia University Press, 1996. (ang.). Brak numerów stron w książce
- Milan Bulajić: Jasenovac: The Jewish–Serbian Holocaust (the role of the Vatican) in Nazi-Ustasha Croatia (1941–1945). Fund for Genocide Research, Stručna knjiga, 2002. (serb.).
- Gojo Riste Dakina: Genocide Over the Serbs in the Independent State of Croatia: Be Catholic Or Die. Institute of Contemporary History, 1994. (ang.). Brak numerów stron w książce
- Aleksa Djilas: The Contested Country: Yugoslav Unity and Communist Revolution, 1919–1953. Harvard University Press, 1991. (ang.).
- Veljko Đurić: Прекрштавање Срба у Независној Држави Хрватској: Прилози за историју верског геноцида. Београд: Алфа, 1991. (serb.). Brak numerów stron w książce
- Bernd J. Fischer: Balkan Strongmen: Dictators and Authoritarian Rulers of South-Eastern Europe. Purdue University Press, 2007. (ang.).
- Ivo Goldstein: Croatia: A History. C. Hurst & Co. Publishers, 1999. (ang.). Brak numerów stron w książce
- Uki Goñi: The real Odessa: Smuggling the Nazis to Perón’s Argentina. Granta, 2002, s. 202. (ang.).
- Paul Hockenos: Homeland Calling: Exile Patriotism & the Balkan Wars. Cornell University Press, 2003. (ang.). Brak numerów stron w książce
- Jacob B. Hoptner: Yugoslavia in Crisis, 1934-1941. Columbia University Press, 1962. (ang.). Brak numerów stron w książce
- Ladislaus Hory: Der kroatische Ustascha-Staat 1941–1945. Stuttgart: Deutsche Verlags-Anstalt, 1964. (ang.). Brak numerów stron w książce
- Steven L. Jacobs: Confronting Genocide: Judaism, Christianity, Islam. Lexington Books, 2009, s. 158–159. (ang.).
- Adam Jones, Nicholas A. Robins: Genocides by The Oppressed: Subaltern Genocide In Theory and Practice. Indiana University Press, 2009, s. 106. (ang.).
- Slobodan Kljakić: A Conspiracy of Silence: Genocide in the Independent State of Croatia and Concentration Camp Jasenovac. Ministry of Information of the Republic of Serbia, 1991. (ang.). Brak numerów stron w książce
- Bogoljub Kočović: Sahrana jednog mita: žrtve Drugog svetskog rata u Jugoslaviji. Otkrovenje, 2005. (serb.).
- Nation-building and mass violence: The Independent State of Croatia, 1941–1945. W: Alexander Korb: The Routledge History of the Holocaust. Taylor & Francis, 2010. (ang.). Brak numerów stron w książce
- Vasilije Krestić: Through genocide to a greater Croatia. BIGZ, 1998. (ang.). Brak numerów stron w książce
- Raphael Lemkin: Axis Rule in Occupied Europe. Clark, New Jersey: The Lawbook Exchange, 2008. (ang.). Brak numerów stron w książce
- 'The Last Bullet for the Last Serb’: The Ustaša Genocide against Serbs: 1941–1945. W: Michele Frucht Levy: Crimes of State Past and Present: Government-Sponsored Atrocities and International Legal Responses. Routledge, 2011. (ang.).
- Barry M. Lituchy: Jasenovac and the Holocaust in Yugoslavia: Analyses and Survivor Testimonies. New York: Jasenovac Research Institute, 2006. (ang.). Brak numerów stron w książce
- Jeremija D. Mitrović: Највећи злочини садашњице: Патње и страдање српског народа у Независној држави Хрватској од 1941–1945. Дечје новине, 1991. (serb.). Brak numerów stron w książce
- The Genocidal Twentieth Century in the Balkans. W: Paul Mojzes: Confronting Genocide: Judaism, Christianity, Islam. Lanham: Lexington Books, 2008. (ang.).
- Paul Mojzes: Balkan Genocides: Holocaust and Ethnic Cleansing in the 20th Century. Lanham: Rowman & Littlefield, 2011. (ang.).
- Grzegorz Motyka: Wołyń '43. Kraków: Wydawnictwo Literackie, 2016.
- Edmond Paris: Genocide in Satellite Croatia, 1941–1945: A Record of Racial and Religious Persecutions and Massacres. Chicago: American Institute for Balkan Affairs, 1961. (ang.).
- Edmond Paris: Convert– or die!: Catholic persecution in Yugoslavia during World War II. Chick Publications, 1988. (ang.).
- Stevan K. Pavlowitch: Hitler’s New Disorder: The Second World War in Yugoslavia. New York: Columbia University Press, 2008. (ang.). Brak numerów stron w książce
- Sabrina P. Ramet: The Three Yugoslavias: State-Building and Legitimation, 1918–2005. New York: Indiana University Press, 2006. (ang.).
- Viktor Meier: Yugoslavia: A History of Its Demise. Routledge: 1999. (ang.). Brak numerów stron w książce
- Jan Nellis, Anne Morelli, Danny Praet: Catholicism and Fascism in Europe 1918 – 1945. Georg Olms Verlag, 2015, s. 365. (ang.).
- John Pollard: The Papacy in the Age of Totalitarianism, 1914–1958. OUP Oxford, 2014. (ang.). Brak numerów stron w książce
- Mirko Rapaić: Lička tragedija: hrvatski zločini genocida nad srpskim narodom 1941. do 1945. Srpska reč, 1999. (ang.). Brak numerów stron w książce
- Marco Aurelio Rivelli: Le génocide occulté: État Indépendant de Croatie 1941–1945. Lausanne: L’age d’Homme, 1998. (fr.). Brak numerów stron w książce
- Walter R. Roberts: Tito, Mihailović and the Allies 1941–1945. Rutgers University Press, 1973. (ang.).
- Carole Rogel: The Breakup of Yugoslavia and Its Aftermath. Greenwood Publishing Group, 2004. (ang.).
- Sima Simić: Прекрштавање Срба за време Другог светског рата. Графички завод, 1958. (serb.). Brak numerów stron w książce
- Jozo Tomasevich: War and Revolution in Yugoslavia, 1941–1945: The Chetniks. Stanford: Stanford University Press, 1975. (ang.).
- Jozo Tomasevich: War and Revolution in Yugoslavia, 1941–1945: Occupation and Collaboration. Stanford: Stanford University Press, 2001. (ang.).
- Samuel Totten, William S. Parsons: Century of Genocide: Critical Essays and Eyewitness Accounts. Routledge, 2004. (ang.). Brak numerów stron w książce
- Balázs Trencsényi, Michal Kopecek: National Romanticism: The Formation of National Movements: Discourses of Collective Identity in Central and Southeast Europe 1770–1945, volume II. Budapest: Central European University Press, 2007. (ang.). Brak numerów stron w książce
- Rory Yeomans: Visions of Annihilation: The Ustasha Regime and the Cultural Politics of Fascism, 1941–1945. Pittsburgh: University of Pittsburgh Press, 2013. (ang.).
- Rory Yeomans: The Utopia of Terror: Life and Death in Wartime Croatia. Boydell & Brewer, 2015. (ang.).
- Vladimir Žerjavić: Yugoslavia: Manipulations with the Number of Second World War Victims. Croatian Information Centre, 1993. (ang.). Brak numerów stron w książce

### Prasa
- Ljubo Boban. Kada je i kako nastala Država Slovenaca, Hrvata i Srba. „Journal of the Institute of Croatian History”. 26 (1), s. 187–198, 1993. (ang.).
- Josip Kolanović: Dnevnik Diane Budisavljević 1941–1945. Croatian State Archives and Public Institution Jasenovac Memorial Area, 2003, s. 284–285. (chorw.).
- Boško Lomović: Die Heldin aus Innsbruck – Diana Obexer Budisavljević. Svet knjige, 2014, s. 28. (niem.).
- Slobodan V. Vuković. Uloga Vatikana u razbijanju Jugoslavije. „Sociološki Pregled”. 38 (3), s. 423–443, 2004. (serb.).

### Inne
- Milan Bulajić, SANU: Genocid nad Srbima u II svetskom ratu. Muzej žrtava genocida i Srpska književna zadruga, 1995. (serb.). Brak numerów stron w książce